# Manthelan
Manthelan é uma comuna francesa na região administrativa do Centro, no departamento Indre-et-Loire. Estende-se por uma área de 39,81 km². Em 2010 a comuna tinha 1 376 habitantes (densidade: 34,6 hab./km²).